# كهوف سيوكيفو
كهوف سيوكيفو (بالروسية: Сюкеевские пещеры)‏، (بالتتارية: Сөйке мәгарәләре)‏ كانت مجموعة من الكهوف في ما يعرف اليوم بمنطقة كامسكو أوستينسكي، تتارستان، روسيا.